# Arthur Porr
Arthur Porr (* 11. Juni 1872 in Berehowe; † 17. Oktober 1915 in Wien) war ein österreichischer Bauunternehmer und Erfinder verschiedener Techniken in der Betonbauweise.

## Leben
Der Sohn eines Siebenbürger Holzhändlers absolvierte die Militäroberrealschule in Mährisch Weißkirchen und die Genieabteilung der Technischen Militärakademie in Wien. 1893 wurde er Leutnant im Eisenbahn- und Telegraphenregiment, 1897 Oberleutnant. Im selben Jahr quittierte er den Militärdienst und arbeitete dann bei verschiedenen Bauunternehmen an der Weiterentwicklung des Eisenbetonbaus. Zu Beginn des 20. Jahrhunderts verhalfen die Erfindungen des Zivilingenieurs der Betonbauweise zum Durchbruch. Diese Technologie sicherte die führende Stellung des 1908 mit O. Stern gegründeten Unternehmens „A. Porr Betonbauunternehmung GmbH“, dessen Geschäftsführer er bis 1914 war. Durch die Fusion mit der „Allgemeinen österreichischen Baugesellschaft“ entstand 1927 die Allgemeine Baugesellschaft - A. Porr AG, heute Porr AG.